# Сафоново (Шелковская волость)
Сафоново — деревня в Великолукском районе Псковской области России. Входит в состав сельского поселения «Шелковская волость».
Расположена на востоке волости на левом берегу реки Кунья, в 20 км по дорогам или в 5 км к востоку от границы райцентра Великие Луки. В 2,5 км к западу находится деревня Першино.

## Население
Численность населения деревни по состоянию на 2000 год составляла 37 жителей, на 2010 год — 32 жителя.